# The Showmen (1969)
The Showmen è l'album di debutto del gruppo musicale italiano The Showmen, pubblicato nel 1968.

## Tracce
Lato A
1. Un'ora sola ti vorrei – 3:00 (Paola Marchetti, Umberto Bertini)
2. Credi, credi, credi in me – 2:35 (Alberto Testa, Joe Zawinul)
3. Di questo amore non parlo mai – 2:36
4. Voglio restare solo – 2:25 (Guido De Angelis, Vito Tommaso)
5. Allora decidi ora – 2:16 (Estelle Levitt, Mogol)
6. Get It – 3:35 (D. Brown)

Durata totale: 16:27
Lato B
1. Gloria, ricchezza e te – 3:08 (Franco Migliacci, Gary Illingworth, Myrna March, Richard Grasso)
2. Piece of My Heart – 2:32 (Bob Berns, Jerry Ragovoy)
3. Let Yourself Go – 2:09 (James Brown)
4. Non si può leggere nel cuore – 3:06 (Franco Califano, Gaetano Savio)
5. Papa's Got a Brand New Bag – 3:21 (James Brown)
6. Basta che mi vuoi – 3:45 (Giuseppe Cassia, Vito Tommaso)

Durata totale: 18:01

## Formazione
- James Senese - voce, sassofono tenore, sassofono baritono, flauto, percussioni
- Elio D'Anna - sassofono tenore, sassofono baritono, flauto
- Giuseppe Botta - chitarra
- Luciano Maglioccola - tastiere
- Mario Musella - voce, basso
- Franco Del Prete - batteria, percussioni